# Векслер, Сергей Мейлехович
Серге́й Ме́йлехович Ве́кслер (род. 22 мая 1961, Винница, Украинская ССР) — советский и российский актёр театра и кино, театральный режиссёр, режиссёр по пластике, преподаватель. Заслуженный артист России (2020).

## Биография
Сергей Векслер родился 22 мая 1961 года в городе Виннице Винницкой области Украинской ССР. В возрасте с четырёх до восьми лет жил в городе Жёлтые Воды Днепропетровской области.
В школьные годы активно занимался различными видами спорта, в частности, дзюдо.
После окончания средней школы в 1978 году поступал  в театральный институт, но не поступил.
С 1979 по 1981 год проходил военную службу по призыву в рядах Внутренних войск МВД СССР, в городе Харькове.
В 1982 году (с третьей попытки) поступил, а в 1986 году окончил актёрский факультет Школы-студии МХАТ в Москве (руководители курса —  Андрей Васильевич Мягков и Олег Николаевич Ефремов; педагоги — Н. Л. Скорик, А. Б. Покровская, А. В. Вознесенская, А. Н. Петрова) (однако фамилия Векслер в списке выпускников актёрского факультета Школы-студии МХАТ 1980-х годов не значится).
С 1986 по 2000 годы служил в труппе Московского Художественного театра имени А. П. Чехова (до 1987 года — МХАТ СССР имени М. Горького).
Сотрудничал с Театром Романа Виктюка и театральным агентством «БалАст» в Москве.
С 2016 года — актёр Московского театра на Таганке.
Преподаёт актёрское мастерство в Московском государственном институте культуры (МГИКе).
По словам актёра, до того, как попал в кино, работал тренером по борьбе.
Практикующий мастер чёрного пояса второго дана Кёкусин будокай каратэ.
С 2022 по 2024 год — главный режиссёр Московского театра иллюзии.

## Творчество

### Работы в театре

#### Актёр
- 2018 — «Добрый человек из Сезуана» — Полицейский (Бертольд Брехт, перевод с немецкого Ю. Юзовского и Е. Ионовой, стихи в переводе Бориса Слуцкого. Режиссёр – Юрий Петрович Любимов / Московский Театр на Таганке)
- 2017 — «Мастер и Маргарита» — Понтий Пилат (Михаил Булгаков. Режиссёр – Юрий Петрович Любимов / Московский Театр на Таганке)
- 2017 — «ЧАЙКА 73458» — Илья Афанасьевич Шамраев (Антон Чехов. Режиссёр – Дайнюс Казлаускас / Московский Театр на Таганке)
- 2005 — «Мастер и Маргарита» — Воланд (режиссёр Валерий Белякович / Русский Независимый театр)
- 2004 — «Дама с камелиями» — Жорж Дюваль / отец Армана (Александр Дюма-сын. Режиссёр Николай Скорик / ТА «Бал Аст»)
- 2001 — «Адам и Ева» — Люцифер (режиссёр Алексей Кирющенко / антреприза)
- 1998 — «Максимилиан Столпник»— Алик Газиев (постановка Михаила Ефремова / МХАТ имени А.П. Чехова)
- 1997 — «Маленькие трагедии. Часть первая» — Иван (режиссёр Роман Козак / МХАТ им. А.П. Чехова)
- 1995 — «Арена» — Орландо (режиссёр Сергей Векслер / МХАТ им. А.П. Чехова)
- 1987 — «Федра» — Тезей (режиссёр Роман Виктюк / Театр на Таганке)
- 1987 — «Мелкий бес» — Недотыкомка (режиссёр Роман Виктюк / Театр «Современник»)
- 1986 — «Вестсайдская история» — Бернардо (режиссёр Николай Скорик / Школа-студия МХАТ / дипломный спектакль)
- 1986 — «Две пьесы Нины Садур» — Машинист (Нина Садур. Режиссёр: В. Быков / Театр «Ленком»)

#### Режиссёр
- 2002 — «Кот в сапогах» (Сказка в стиле рэп) (совместно с Романом Виктюком / Театр Романа Виктюка)
- 1995 — «Арена» (МХАТ им. А.Чехова)

#### Второй режиссёр
- 2004 — «Весёлые ребята» (постановка — В. Крамер / ТА «Бал Аст»)

#### Режиссёр по пластике
- 1997 — Маленькие трагедии. Часть первая (режиссёр Р. Козак / МХАТ им. А.Чехова)
- 1996 — Гроза (режиссёр Д. Брусникин / МХАТ им. А.Чехова)
- 1995 — Арена (режиссёр С. Векслер / МХАТ им. А.Чехова)
- 1994 — Борис Годунов (режиссёр О. Ефремов / МХАТ им. А.Чехова)
- 1993 — Урок мужьям (режиссёр М. Ефремов / МХАТ им. А.Чехова)
- 1993 — Плач в пригоршню (режиссёр Д. Брусникин / МХАТ им. А.Чехова)
- 1992 — Урок женам (режиссёр М. Ефремов / МХАТ им. А.Чехова)
- 1990 — Милый, сколько яду положить тебе в кофе? (режиссёр Р. Виктюк / Театр драмы им. Горького (г. Нижний Новгород))
- 1990 — Дама без камелий (режиссёр Р. Виктюк / Театр им. Евг. Вахтангова)
- 1989 — Уроки мастера (режиссёр Р. Виктюк / Театр им. Евг. Вахтангова)
- 1989 — Аксентий Иванович сердится (режиссёр М. Ефремов / Театр «Современник-2»)
- 1988 — Чёрный как канарейка (режиссёр Р. Виктюк / Московский областной театр драмы)
- 1988 — Тьма (режиссёр Р. Тугушев / Театр «Современник-2»)

### Фильмография

#### Роли в кино
- 1983 — Расставания — Роберт Петрович Галдаев (в молодости)
- 1984 — Счастливая, Женька! — пациент травматологического отделения
- 1986 — Ягуар — Пабло («Ягуар»), курсант военного училища
- 1988 — Воля Вселенной — «Гуру»
- 1988 — Жена керосинщика — Виктор Павлович Поддубный («Гермес»), вор-домушник, рецидивист
- 1988 — История одной бильярдной команды — Мамерто
- 1988 — Шаг — эпизод
- 1990 — Охота на сутенёра — Константин
- 1992 — Великий муравьиный путь — мэр
- 1992 — Чтобы выжить — Николай Алексеевич Харитонов, бывший «афганец»
- 1994 — Письма в прошлую жизнь — Угланов
- 1995 — Мужской талисман — Махмуд
- 1996 — Шрам (Россия, Чили) — Марсиал
- 1997 — Мама, не горюй — Ринат
- 1998 — Д. Д. Д. Досье Детектива Дубровского — Родион, сын Фёдора Ивановича Китаева, бывшего генерала милиции, человек Авгура.
- 1998 — Любовники умирают — «великий мистик»
- 2002 — Антикиллер — Ренат Валентинович Литвинов, майор, командир СОБРа
- 2003 — Антикиллер 2. Антитеррор — Ренат Валентинович Литвинов, майор, командир СОБРа
- 2006 — Сдвиг — Максимов, помощник генерала ФСБ Вершинина
- 2007 — Консервы — «Кум», начальник тюрьмы
- 2007 — Ярик — «Господин»
- 2008 — Непобедимый — Николай Георгиевич Уколов, полковник
- 2008 — Спящий и красавица — Михаил, муж Юлии
- 2009 — Антикиллер Д. К. — Ренат Валентинович Литвинов, майор, командир СОБРа
- 2009 — О, счастливчик! — Рамиз
- 2010 — Возвращение в «А» — Тютин, подполковник погранвойск
- 2012 - Кремень - Дмитрий Алексеевич Воронов, полковник ГРУ
- 2014 — Чёрное море — Андрей («Бабай»), гидроакустик
- 2019 — Правда — Владимир Олегович Романов, бизнесмен

#### Роли в телесериалах
- 1999 — Д. Д. Д. Досье детектива Дубровского — Родион, сын Фёдора Китаева
- 2000—2001 — Дальнобойщики (4-я серия «Кино») — Салман, чеченский террорист
- 2001 — Шатун — Александр Пирогов («Пирожок»), известный нейрохирург
- 2001 — Чёрная комната (новелла «Выбор») — Макс
- 2001 — Мужская работа — Руслан Агоев («Гюрза»), сотрудник ГРУ
- 2001 — Марш Турецкого 2 — Алексей Кротов («Крот»)
- 2002 — Мужская работа 2 — Руслан Агоев («Гюрза»), сотрудник ГРУ
- 2002 — Тайга. Курс выживания — Борис, предприниматель
- 2002 — Марш Турецкого 3 (фильм «Золотой выстрел») — Алексей Кротов («Крот»)
- 2003 — Марш Турецкого. Новое назначение (фильм «Пуля для полпреда») — Всеволод Григорьевич Соловьёв
- 2002 — Каменская 2 (фильм № 3 «Мужские игры») — Евгений Парыгин / Зотов
- 2004 — Кавалеры «Морской звезды» — Егор Ушаков, майор госбезопасности
- 2004 — Ландыш серебристый (серия № 11 «Спасти рядового Людвига») — командир
- 2004 — Русское лекарство — Николай Дубов, подполковник запаса, директор частного охранного предприятия
- 2004 — Стилет 2 — полковник Байдуков
- 2005 — Авантюристка — Рустам
- 2005 — Возвращение «Титаника» 2 — Тарас, оперативник
- 2005 — Даша Васильева. Любительница частного сыска 4 (серия «Хобби гадкого утёнка») — Сеня «Бетон»
- 2005 — Есенин — следователь ЧК — (роль озвучивал Андрей Толубеев)
- 2005 — Молоды и счастливы — начальник службы безопасности
- 2005 — Моя прекрасная няня 5 (серия № 97 «Мечта поэта») — Анатолий
- 2006 — Кто в доме хозяин? (серия «Сыпная реакция») — заказчик
- 2006 — Русский перевод — Дмитрий Геннадьевич Громов, полковник, старший советник 7 ПДБр
- 2005 — Убойная сила 6 (серия «Мыс доброй надежды») — Смирнов («Мотя»)
- 2007 — Савва Морозов — Савва Тимофеевич Морозов
- 2007 — Гаишники (серия «Око за око») — Игорь Михайлович Гамбарин
- 2008 — Трюкачи (серия «Пилим-Валим») — Мата / Муради Раиндович Сигуа
- 2009 — Возвращение Синдбада — Штефан Грандинетти
- 2009 — Правила угона —  Идрис Ибрагимович Далаков
- 2009 — Предлагаемые обстоятельства — Вадим Петрович Горелов, старший следователь уголовного розыска
- 2009 — Хозяйка тайги — Прохор Петрович Прохоров («Прохор»)
- 2010 — Братаны 2 — Василий Иванович («Горб»), бандит
- 2011 — СОБР — Виктор Пантелеевич Максимов, подполковник милиции, командир СОБРа
- 2011 — Дело гастронома № 1 (другое название — «Охота на беркута») — Борис Аримин (прототип — Мхитар Амбарцумян)
- 2011 — Бомбила — Святой
- 2012 — Кремень — Дмитрий Алексеевич Воронов, полковник ГРУ
- 2013 — Топтуны — Семён Ефимович Крупкин, подполковник, начальник группы наружного наблюдения
- 2013 — Кремень. Освобождение — Дмитрий Алексеевич Воронов, полковник ГРУ
- 2013 — Бывшая жена — Антон Юрьевич Звягинцев
- 2013 — Поцелуйте невесту — Сергей Сергеевич
- 2013 — Учитель в законе. Возвращение — «Вагон» (Евгений Григорьевич Толкачёв), криминальный авторитет
- 2013 — Двое с пистолетами — Николай Васильевич Дугин, подполковник полиции
- 2014 — Последний янычар — Аблимед
- 2014 — Розыск — прокурор
- 2015—2016 — Кухня (серии № 95, 105, 111, 118, 119) — Андрей Николаевич Дягилев, миллиардер, ресторатор, хозяин московского ресторана «Дягилев», отец Никиты, вдовец, главный конкурент Элеоноры Андреевны
- 2017 — Отель «Элеон» (серии № 30, 39) — Андрей Николаевич Дягилев, миллиардер, отец Никиты, вдовец, главный конкурент Элеоноры Андреевны
- 2020 — Чужая стая — Олег Иванович Крутаков, криминальный бизнесмен, председатель совета народных депутатов, почётный гражданин города
- 2023 — СОБР — Виктор Пантелеевич Максимов, подполковник милиции, командир СОБРа

## Признание
- 2023 — Благодарность мэра Москвы «за вклад в реализацию мероприятий, направленных на содействие в проведении специальной военной операции на территориях Донецкой Народной Республики, Луганской Народной Республики и иных территориях»[6].